# 愛之種
「愛之種」（愛の種）是日本的女子偶像組合「早安少女組。」的第1張獨立製作單曲，於1997年11月3日由URANEBA RECORD發售。

## 概要
- 「愛之種」是早安少女組。第1張獨立製作單曲，可算是早安少女組。的出道歌曲。
- 此單曲是限定發行，只有5萬張，以試賣方式銷售。
- 此單曲有1個版本「CD ONLY」

## 收錄曲
1. 愛之種
（作詞：佐伯健三　作曲・編曲：桜井鉄太郎）